# Katastralgemeinde Gutschen
Die Katastralgemeinde Gutschen ist eine von zehn Katastralgemeinden der Gemeinde Eberstein im Bezirk Sankt Veit an der Glan in Kärnten. Sie hat eine Fläche von 565,44 ha.
Die Katastralgemeinde gehört zum Sprengel des Vermessungsamtes Klagenfurt.

## Lage
Die Katastralgemeinde liegt im Osten des Bezirks Sankt Veit an der Glan, südwestlich des Gemeindehauptorts Eberstein, rechtsseitig im Görtschitztal. Sie grenzt im Norden an die Katastralgemeinde Eberstein, im Osten an die Katastralgemeinde St. Walburgen, im Süden an die Katastralgemeinden Labegg und Brückl, und im Westen an die Katastralgemeinden Gösseling und Mannsberg. Die Katastralgemeinde erstreckt sich über eine Höhenlage von 519 m ü. A. an der Görtschitz am Südostrand der Katastralgemeinde bis zu 1005 m ü. A. am Gallekogel im Westen.

## Ortschaften
Auf dem Gebiet der Katastralgemeinde Gutschen liegt die Ortschaft Gutschen.

## Vermessungsamt-Sprengel
Die Katastralgemeinde gehört seit 1. Jänner 1998 zum Sprengel des Vermessungsamtes Klagenfurt. Davor war sie Teil des Sprengels des Vermessungsamtes St. Veit an der Glan.

## Geschichte
Ende des 18. Jahrhunderts wurden die Kärntner Steuergemeinden (später: Katastralgemeinden) gebildet und Steuerbezirken zugeordnet. Die Steuergemeinde Gutschen wurde Teil des Steuerbezirks Eberstein.
Im Zuge der Reformen nach der Revolution 1848/49 wurden in Kärnten die Steuerbezirke aufgelöst und Ortsgemeinden gebildet, die jeweils das Gebiet einer oder mehrerer Steuergemeinden umfassten. Die Steuer- bzw. Katastralgemeinde Gutschen wurde Teil der Gemeinde Eberstein. Die Größe der Katastralgemeinde wurde 1849 mit 979 Österreichischen Joch und 1556 Klaftern (ca. 564 ha, also geringfügig weniger als die heutige Fläche) angegeben; damals lebten 246 Personen auf dem Gebiet der Katastralgemeinde. An zwei Stellen – nahe der Höfe Hundsdorfer sowie Hametter – wurde die Katastralgemeindegrenze später dem veränderten Lauf der Görtschitz angepasst, wodurch die Katastralgemeinde Gutschen leichte Gebietszuwächse auf Kosten der Katastralgemeinde St. Walburgen verzeichnete.
Die Katastralgemeinde Gutschen gehörte ab 1850 zum politischen Bezirk Sankt Veit an der Glan und zum Gerichtsbezirk Eberstein. Von 1854 bis 1868 gehörte sie zum Gemischten Bezirk Eberstein. Seit der Reform 1868 ist sie wieder Teil des politischen Bezirks Sankt Veit an der Glan, zunächst als Teil des Gerichtsbezirks Eberstein, seit dessen Auflösung 1978 als Teil des Gerichtsbezirks St. Veit an der Glan.